# Ljussjön, Ångermanland
Ljussjön är en sjö i Sollefteå kommun i Ångermanland och ingår i Ångermanälvens huvudavrinningsområde. Sjön har en area på 0,923 kvadratkilometer och ligger 210,4 meter över havet. Sjön avvattnas av vattendraget Kvarnån.

## Delavrinningsområde
Ljussjön ingår i det delavrinningsområde (706185-155208) som SMHI kallar för Utloppet av Ljussjön. Medelhöjden är 226 meter över havet och ytan är 4,82 kvadratkilometer. Räknas de 10 avrinningsområdena uppströms in blir den ackumulerade arean 59,01 kvadratkilometer. Kvarnån som avvattnar avrinningsområdet har biflödesordning 2, vilket innebär att vattnet flödar genom totalt 2 vattendrag innan det når havet efter 114 kilometer. Avrinningsområdet består mestadels av skog (66 procent) och sankmarker (15 procent). Avrinningsområdet har 0,93 kvadratkilometer vattenytor vilket ger det en sjöprocent på 19,2 procent.